# Лугинино (Московская область)
Лугинино — деревня  в Московской области России. Входит в городской округ Химки. Население — 100 чел. (2010).

## География
Деревня Лугинино расположена в центральной части Московской области, на западе округа, примерно в 15 км к северо-западу от центра города Химки  и в 30 км к юго-востоку от города Солнечногорска, в 14 км от Московской кольцевой автодороги. В деревне 11 улиц, зарегистрировано садовое товарищество. Ближайшие населённые пункты — деревня Лигачёво, города Химки и Зеленоград.

## История
На карте Московской губернии Ф. Ф. Шуберта — Лучинина.
В «Списке населённых мест» 1862 года Лугинино — владельческая деревня 3-го стана Московского уезда Московской губернии по левую сторону Николаевской железной дороги (из Москвы), в 27 верстах от губернского города, при колодце, с 4 дворами и 26 жителями (13 мужчин, 13 женщин).
По данным на 1890 год входила в состав Черкизовской волости Московского уезда, число душ составляло 36 человек.
В 1913 году в деревне 10 дворов.
По материалам Всесоюзной переписи населения 1926 года — деревня Лигачёвского сельсовета Ульяновской волости Московского уезда, проживал 61 житель (28 мужчин, 33 женщины), насчитывалось 11 крестьянских хозяйств.
С 1929 года — населённый пункт в составе Сходненского района Московского округа Московской области. Постановлением ЦИК и СНК от 23 июля 1930 года округа как административно-территориальные единицы были ликвидированы.
1929—1932 гг. — деревня Лигачёвского сельсовета Сходненского района.
1932—1939 гг. — деревня Лигачёвского сельсовета Солнечногорского района.
1939—1940 гг. — деревня Подолинского сельсовета Солнечногорского района.
1940—1960 гг. — деревня Подолинского сельсовета Химкинского района.
1960—1963 гг. — деревня Подолинского сельсовета Солнечногорского района.
1963—1965 гг. — деревня Подолинского сельсовета Солнечногорского укрупнённого сельского района.
1965—1994 гг. — деревня Подолинского сельсовета Солнечногорского района.
В 1994 году Московской областной думой было утверждено положение о местном самоуправлении в Московской области, сельские советы как административно-территориальные единицы были преобразованы в сельские округа.
В 1994—2004 гг. деревня входила в Подолинский сельский округ Солнечногорского района, в 2005—2019 годах — в Кутузовское сельское поселение Солнечногорского муниципального района, в 2019—2022 годах  — в состав городского округа Солнечногорск, с 1 января 2023 года включена в состав городского округа Химки.

## Население
| 1859 | 1890 | 1899 | 1926 | 1966 | 1998 | 2002 |
| ---- | ---- | ---- | ---- | ---- | ---- | ---- |
| 26   | ↗36  | ↗45  | ↗61  | ↗115 | ↘18  | ↘17  |
| 2010 |      |      |      |      |      |      |
| ↗100 |      |      |      |      |      |      |